# ザ・レイン
ザ・レイン (The Rain) は、イギリス・マンチェスターで結成されたロックバンド。オアシスの前身バンドとして知られる。

## 来歴
バンド名はビートルズのシングル『ペイパーバック・ライター』のB面曲である『レイン』から取られた。クリス・ハットン、ボーンヘッド、ギグジーの3人によって1991年に結成され、後にトニー・マッキャロルがドラムマシンに替わって加入。その後リアム・ギャラガーがクリス・ハットンと交代する形で加入し、ボーカル及びボーンヘッドとソングライティングを担当。『Take Me』や『Life in Vain』など、オアシス初期にも演奏していた曲もこの頃生まれている。

## 改名、ノエルの加入
リアムが加入して程なく、リアムの提案によってバンドは「オアシス」に改名。バンド名の由来については諸説あるが、リアムの兄であるノエル・ギャラガーがローディーをしていたインスパイラル・カーペッツのスウィンドンでのライヴ地Oasis Leisure Centreから取られたという説が有力である。
1991年8月、インスパイラル・カーペッツのアメリカツアーから戻ってきたノエルがオアシスのマンチェスター・ボードウォークでのライヴを観て、「自分をリード･ギタリストにすること」、「自分の書いた曲だけを演奏すること」を条件に自身のバンド加入を要請。ノエルの提案した曲とサウンドにバンドは感銘を受けノエルのバンド加入を承認し、その後はオアシスとして多大な成功を収めることになる。ノエルは当時について「まあ別に悪くはなかったんだが、ロックンロールではなかった。でもベーシストはなかなかよかったし、ドラマーもそう悪くはなさそうで、あとリアムはかなりかっこよく見えた。当時の俺はインスパイラル･カーペッツのローディーだったので、バンドのギグを観たときは“ファック！ここに、目の前にチャンスが転がってるぞ”と思った。それで、連中がリハーサルしてるときに顔を出して奴らに言ったんだ。“いいか、まずそのギターを変えろ。あと、その靴を履くのをやめて、髪を切ってこい。これからは俺が仕切る”って。そしたら、あいつら、俺を見て“わかったよ”と言ったんだ」と述懐している。

## メンバー
- クリス・ハットン （ボーカル）
- ポール・ "ボーンヘッド" ・アーサーズ （ギター）
- ポール・ "ギグジー" ・マッギーガン（ベース）
- トニー・マッキャロル （ドラムス）
- リアム・ギャラガー （ボーカル）